# Ногербек, Бауыржан Рамазанулы
Бауыржан Рамазанулы Ногербек (каз.Нөгербек Бауыржан Рамазанұлы; 6 августа 1948 года, с.Улытау, Карагандинская область —                     27 июня 2017, Астана)  —  казахский киновед, историк и теоретик кино, кинокритик, педагог. Профессор искусствоведения. Член комиссии по присуждению Государственной молодёжной премии «Дарын» (2006) Правительства Республики Казахстан (Секция «Театр и кино, литература, журналистика»).У Бауыржана Нөгербека трое детей: сыновья Сакен Нөгербек, Баубек Нөгербек и дочь Алтынай Нөгербек.

## Биография
Родился 6 августа 1948 года в селе Улытау Карагандинской области. Окончил среднюю школу № 1 в городе Жезказган в 1966 году. В 1967 году поступил на киноведческое отделение сценарно-киноведческого факультета Всесоюзного государственного института кинематографии ВГИК в городе Москва. В 1971 году окончил ВГИК.
1971—1981 гг. работал главным редактором объединения мультипликации, членом сценарной редакционной коллегии киностудии Казахфильм.
1981-85 гг. Секретарь Союза кинематографистов Казахстана.
1985—1999 гг. Старший научный сотрудник отдела театра и кино Института литературы и искусства им. М. О. Ауэзова НАН РК.
1993-94 гг. Проректор Казахского государственного Института театра и кино им. Т.Жургенова (ныне Казахская Национальная академия искусств имени Т. К. Жургенова).
1999—2001 гг. Начальник отдела театрального искусства и кинематографии Комитета культуры Министерства Культуры, Информации и Общественного Согласия Республики Казахстан.
С 1993 года ведет мастерскую киноведения при Казахской национальной академии искусств им. Т. Жургенова, осуществил первый в истории отечественного кино набор и выпуск курса киноведов (1993-1997, 1998—2002, 2002—2006, 2006-2010).
Ногербек Б. Р. — один из первых выпускников киноведческого отделения ВГИКа, зачинатель профессионального киноведения и кинокритики в Казахстане. Вслед за историками казахского кино и критиками К.Сирановым и К.Смаиловым киновед Б.Ногербек поднял на новый более высокий уровень профессиональную кинокритику. Его содержательные и остро полемичные критические статьи о фильме «Абай», о киноработах «новой волны» («Боюсь второго фильма», «Национально ли казахское кино?») вызывали большой общественный резонанс и отмечались премиями Союза кинематографистов на фестивалях и смотрах. В настоящее время в фокусе внимания кинематографистов книга Б.Ногербека «Кино Казахстана», ставшая культурным событием на 1-м Международном кинофестивале «Евразия-98».
Ногербек Б. Р. внес огромный вклад в становление и развитие казахской мультипликации как главный редактор, организатор объединения мультипликации и как киновед, учёный-исследователь казахской анимации, защитивший кандидатскую диссертацию на тему «Развитие традиций фольклора в казахской мультипликации» (Москва, 1989) и автор монографии о казахской анимации и ряда трудов по казахскому кино, опубликованных за рубежом.
Ногербек. Б. Р. — стоял у истоков профессиональной кинопедагогики в Казахстане. Был проректором вновь созданного Казахского Государственного Института театра и кино им. Т.Жургенова на базе Алматинского театрально-художественного института, один из организаторов факультета «Кино и ТВ», кафедры «Искусствоведение». Осуществил первый в истории отечественного кино набор и выпуск казахской группы критиков и теоретиков кино, регулярно ведет мастерскую киноведения. Его ученики известные кино-тележурналисты, критики, педагоги, аспиранты: Берик Уали — «З1 канал», «Хабар», Нурбол Алманов — «Caspionet», Асель Абдыкадырова — «Казахстан», Самал Есенбаева — «КТК», Жанат Ташимов — «Астана». Киноведы Гульжан Наурузбекова (доцент, заведующая кафедрой "Истории и теории кино" КазНАИ им. Т. Жургенова), Назира Мукушева (кандидат искусствоведения), Гульнар Мурсалимова (кандидат искусствоведения) — преподаватели Казахской Национальной академии искусств им. Т. Жургенова, авторы книг, исследующих проблемы экранизации прозы Мухтара Ауэзова, творчество основоположника казахского документального кино Ораза Абишева. И многие другие киноведы, критики, редактора, работающие в области кино и телевидения, радио, прессы.
Ногербек Б. Р. непосредственно участвует в современном кинопроцессе и как член Правления Союза кинематографистов Казахстана. Работал секретарем Союза кинематографистов Казахстана (1981—1985), принимал активное участие в проведении 1-го международного симпозиума мультипликаторов стран Азии, Африки и Латинской Америки, ряда международных конференций: «Роль кино в охране окружающей среды», «Выставки казахского кино в ГДР» и др. Член Союза кинематографистов с 1976 года.
Ногербек Б. Р. член Художественного совета АО Казахфильм им. Шакена Айманова, член редакционной коллегии ряда журналов.
Ногербек Б. Р. как киновед и кинокритик регулярно выступает на страницах республиканской и зарубежной печати, в интернет-журналах. Его статьи о казахском кино переведены на сербохорватский, немецкий, голландский, итальянский, корейский и английский языки.
Бауыржан Ногербек был членом жюри международных кинофестивалей "Шәкен жұлдыздары"   ("Звезды Шакена", Алматы, Казахстан), "Евразия" (жюри NETPAC, Алматы, Казахстан), "Золотой минбар"  (Казань, Россия).
Скончался от продолжительной болезни 27 июня 2017 года.

## Автор книг и брошюр
- Очерки истории казахского кино (Алма-Ата, «Наука», 1980, коллективная монография);
- Когда оживают сказки: Мультипликационное кино Казахстана (Алма-Ата, «Онер», 1984, монография удостоена премии Союза кинематографистов СССР в 1985 году);
- KASACH FILM (ГДР, Берлин, 1985);
- Киноискусство Казахстана (Алма-Ата, «Знание», 1987);
- Кино Казахстана (Алматы, НПЦ, 1998);
- CINEMA KAZAKHO — KAZAKH CINEMA (Италия, 2002);
- Қазақ киносының тарихы. Оқулық (Истори казахского кино. Учебник), (в соавторстве с Г. Наурызбековой и Н. Мукушевой, Алматы, "ИздатМаркет", 2005);
- На экране «Казахфильм» (Алматы, "RUAN", 2007);
- Экранно-фольклорные традиции в казахском игровом кино (Алматы, "RUAN", 2008);
- Казахское игровое кино: экранно-фольклорные традиции и образ героя ( в соавторстве с Баубеком Ногербеком, Алматы, "Дәстүр", 2014) и более 280 статей, рецензий, эссе, интервью. Работы Б.Р. Ногербека публиковались в странах СНГ, Югославии, Германии, Нидерландах, Италии, Южной Кореи.

## Почётные звания и награды
- Лауреат премии Ленинского комсомола Казахстана (1978)
- Лауреат премии Союза кинематографистов СССР в области киноведения и кинокритики (1985)
- Кандидат искусствоведения (1989)
- Отличник образования Республики Казахстан (1998)
- Қазақстанның еңбек сіңірген қайраткері (Заслуженный деятель Казахстана) (1999)
- Профессор Казахской национальной академии искусств им. Т.Жургенова (2000)
- Профессор искусствоведения (2005)
- Лучший преподаватель вуза Казахстана (2006)
- Лауреат кинематографической премии "Құлагер" (2008)
- Кавалер Ордена "Құрмет" (2011)